# Histoire philatélique et postale du Cameroun

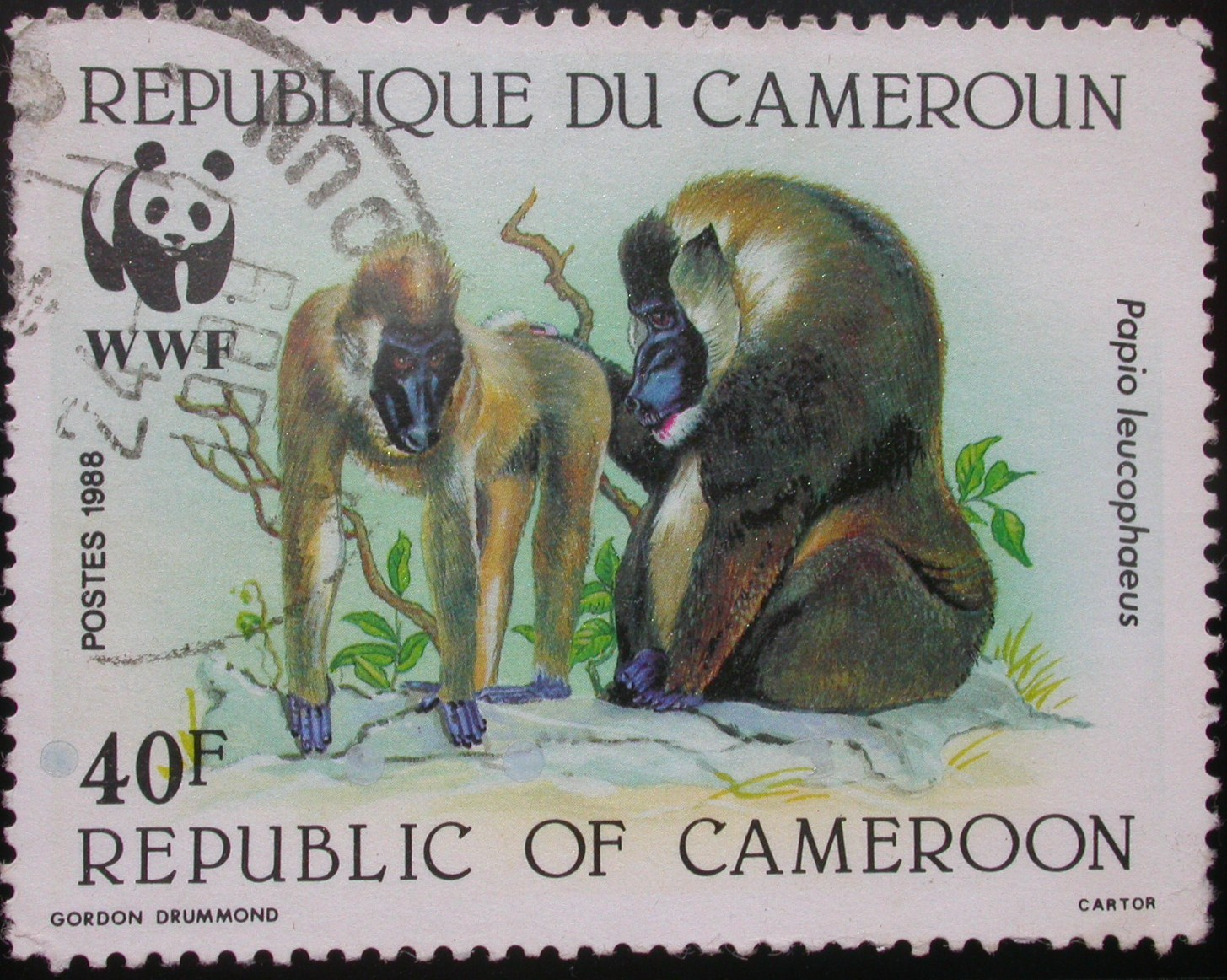
Timbre de la République du Cameroun en 1988.

Les timbres-poste sont utilisés au Cameroun depuis le XIXe siècle.

## Protectorat allemand

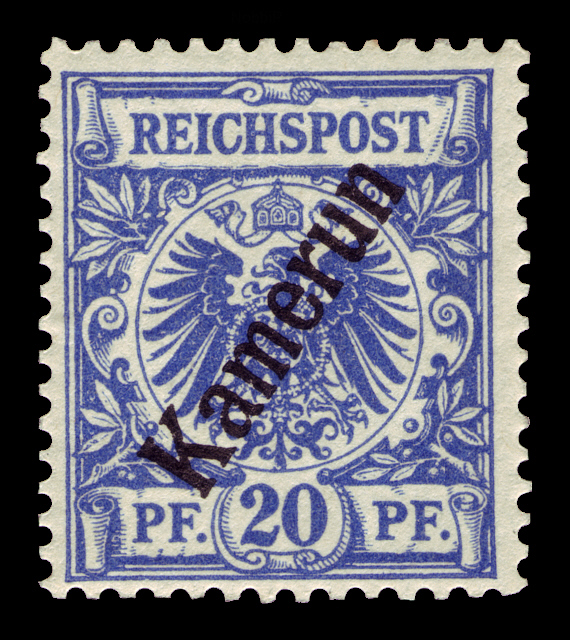
Un timbre colonial allemand surimprimé de 1897 pour le Cameroun.

Le Cameroun est devenu un protectorat allemand en 1884 et a utilisé des timbres coloniaux allemands surchargés de « Kamerun » en 1897. En 1900, la série des yachts commune à toutes les colonies allemandes a été émise.

## Occupation française
Pendant la Première Guerre mondiale, de 1914 à 1916, il a été occupé par les troupes alliées. Les timbres du Gabon surchargés de la mention « Corps expéditionnaire Franco-Anglais Cameroun » en 1915, et les timbres du Moyen-Congo surchargés de la mention « Occupation française du Cameroun » en 1916 ont été utilisés par les forces françaises au Cameroun jusque dans les années 1920.

## Mandats français et britanniques
En 1922, le Royaume-Uni et la France ont reçu des mandats distincts de la Société des Nations sur le Cameroun. Dans le cadre du mandat français, des timbres portant l'inscription « Cameroun » ont été émis à partir de 1925. Pour le mandat britannique, voir l'histoire philatélique et postale du Cameroun britannique.

## Questions actuelles

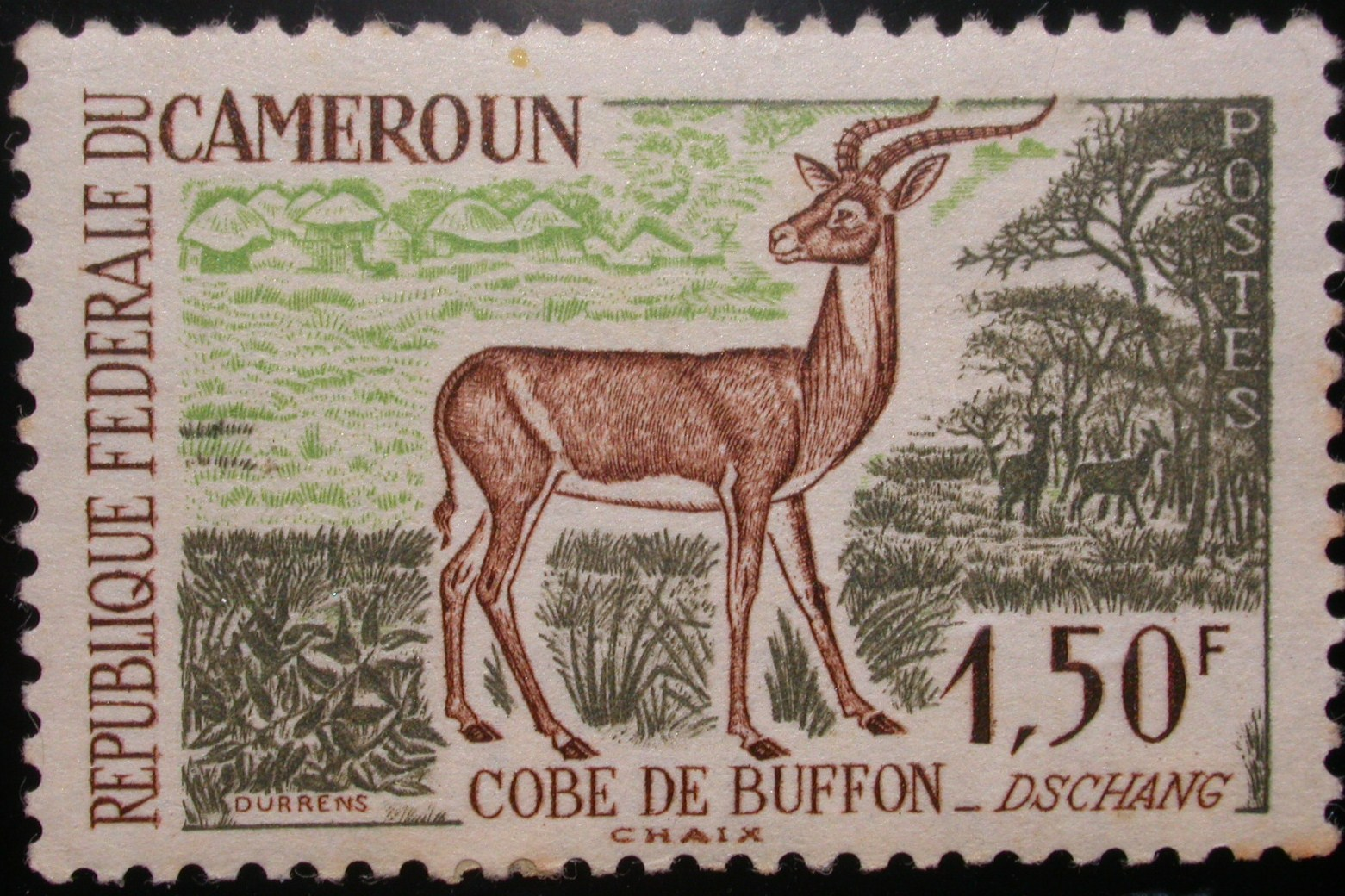
Timbre de la République Fédérale du Cameroun émis en 1962.

Le Cameroun sous tutelle française est devenu une république indépendante en 1960. Il a été rejoint par la partie méridionale du Cameroun britannique en 1961 pour former la République fédérale du Cameroun. Le pays a été rebaptisé République unie du Cameroun en 1972, puis République du Cameroun en 1984. Aujourd'hui, les émissions varient dans la langue utilisée. Certains numéros peuvent être en français avec la mention République du Cameroun et d'autres peuvent être en anglais avec la mention « Republic of Cameroon ».